# يورام مارسيانو
يورام مارسيانو هو سياسي إسرائيلي، ولد في 31 أكتوبر 1964 في الرملة في إسرائيل. نشط حزبياً في حزب العمل الإسرائيلي.

## مناصب
- انتخب عضو الكنيست [الإنجليزية]‏ وقد انضم خلال فترته النيابية  [لغات أخرى]‏ (9 ديسمبر 2012 – 5 فبراير 2013) للكتلة البرلمانية حزب العمل الإسرائيلي.
- انتخب عضو الكنيست [الإنجليزية]‏ وقد انضم خلال فترته النيابية [الإنجليزية]‏ (18 ديسمبر 2008 – 24 فبراير 2009) للكتلة البرلمانية حزب العمل الإسرائيلي.
- انتخب عضو المجلس المحلي [الإنجليزية]‏ اللد.
- انتخب عضو الكنيست [الإنجليزية]‏ وقد انضم خلال فترته النيابية [الإنجليزية]‏ (17 أبريل 2006 – 18 ديسمبر 2008) للكتلة البرلمانية Labor-Meimad  [لغات أخرى]‏.